# Nodalla (Nodalla) striatella
Nodalla (Nodalla) striatella is een insect uit de familie van de Berothidae, die tot de orde netvleugeligen (Neuroptera) behoort. 
Nodalla (Nodalla) striatella is voor het eerst wetenschappelijk beschreven door Navás in 1936.